# Endasys patulus
Endasys patulus là một loài tò vò trong họ Ichneumonidae.